# 王大經 (平湖)
王大经（1812年9月2日—1884年），字经畬，号梦莲、晓莲，浙江平湖人。
道光癸卯科（1843年）举人，咸丰三年（1853年）以知县拣发安徽，在皖北军营對抗太平军。後入安徽巡抚福济幕。累功擢道员，官至湖北按察使、布政使。1884年卒。著有《哀生阁初稿续稿》。